# Corny Collins
Corny Collins (* 18. Dezember 1933 in Berlin; eigentlich Gisela Szymanski) ist eine deutsche Theater- und Filmschauspielerin sowie Synchronsprecherin.

## Leben
Nach der Schule absolvierte Corny Collins eine Lehre als Arzthelferin. Günter Pfitzmann entdeckte sie bei einem Theaterarzt für das Kabarett. Dort trat sie mit Wolfgang Neuss und Ursula Herking auf. Um beruflich weiterzukommen, nahm sie Schauspielunterricht. Ihren ersten Theaterauftritt hatte sie im Stück Ein Tag im siebten Himmel. Der Regisseur und Schauspieler Axel von Ambesser bemerkte ihr Talent und engagierte sie 1957 für eine Rolle in dem Film Die Freundin meines Mannes, zusammen mit Peter Kraus. Obwohl Corny Collins nun bereits 25 Jahre alt war, spielte sie in Filmen weiterhin Teenagerrollen. Als Synchronsprecherin lieh sie ihre Stimme u. a. Ruby Dee (Black Power) und Marion Ross in der Familienserie Happy Days.
Ab Mitte der 1960er Jahre war sie vermehrt in Fernsehproduktionen zu sehen. Ihren letzten Film Reise ohne Wiederkehr drehte sie 1989. Danach war sie nur noch auf der Bühne zu sehen.

## Privatleben
Corny Collins war zunächst mit dem Schauspieler Christian Wolff und dann mit dem Berliner Nervenarzt Hermann Tillmann verheiratet. Sie lebt in Berlin-Zehlendorf.

## Filmografie

### Kinofilme
- 1957: Die Freundin meines Mannes
- 1958: Italienreise – Liebe inbegriffen
- 1958: Ich war ihm hörig
- 1958: Herz ohne Gnade
- 1958: Schmutziger Engel
- 1958: Immer die Radfahrer
- 1958: Der Maulkorb
- 1958: Meine 99 Bräute
- 1958: Vater, Mutter und neun Kinder
- 1959: Freddy, die Gitarre und das Meer
- 1959: Verbrechen nach Schulschluß
- 1959: Der lustige Krieg des Hauptmann Pedro
- 1959: Am Tag als der Regen kam
- 1960: Ich schwöre und gelobe
- 1960: Bis dass das Geld Euch scheidet …
- 1961: Ach Egon!
- 1961: Am Sonntag will mein Süsser mit mir segeln gehn
- 1961: Verdammt die jungen Sünder nicht (Morgen beginnt das Leben)
- 1962: Genosse Münchhausen
- 1962: Die Post geht ab
- 1962: Wilde Wasser
- 1963: Ferien wie noch nie
- 1963: Das indische Tuch
- 1963: … denn die Musik und die Liebe in Tirol
- 1964: Tim Frazer jagt den geheimnisvollen Mister X
- 1964: Wenn man baden geht auf Teneriffa
- 1966: Sechs Pistolen jagen Professor Z (Comando de asesinos)
- 1968: Kommissar X – Drei blaue Panther
- 1969: Van de Velde: Das Leben zu zweit – Die Sexualität in der Ehe
- 1970: Das Stundenhotel von St. Pauli
- 1970: Wir – zwei
- 1970: Der Pfarrer von St. Pauli
- 1970: Heintje – Mein bester Freund
- 1991: Reise ohne Wiederkehr

### Fernsehen
- 1963: Meine Frau Susanne: Zwischen zwei Feuern
- 1965: Ein Anruf für Mister Clark
- 1965: Vorsicht bei grauen Schläfen
- 1965: Champagnerlily
- 1966: Wie lernt man Mädchen kennen …?
- 1967: Polizeifunk ruft: Das Mädchen von der Autobahn
- 1969: Kellerassel
- 1969: Percy Stuart: Finden Sie Miriam Gray
- 1970: Treue Freunde
- 1970: Drei im Morgenland
- 1971: Arsène Lupin – Der Meisterdieb: Ein gewisser Herr Meyer
- 1971: Ein Sonntag am See
- 1972: Das Kurheim: Verdächtigungen
- 1972: Beschreibung einer Verfolgung
- 1973: Alles Gute, Köhler
- 1973: Die Kriminalerzählung
- 1974: Tatort: Eine todsichere Sache
- 1974: Der kleine Doktor: Das Mädchen in Himmelblau
- 1975: Der Kommissar: Der Tod des Apothekers
- 1976: Die Mädchen aus dem Weltraum: Das Versteck
- 1976–1977: Die Unternehmungen des Herrn Hans
- 1978: Räuber und Gendarm
- 1978: Die Kur
- 1978: Direktion City: Auf Freiersfüßen
- 1979: St. Pauli-Landungsbrücken: Rio
- 1980: Tatort: Tote reisen nicht umsonst
- 1981: Kameraden
- 1982: Wir haben uns doch mal geliebt
- 1983: Rendezvous der Damen
- 1985: Ein Heim für Tiere: Erna
- 1985: Didi – Der Untermieter – Ein geschenkter Gaul
- 1985: Alte Gauner: Fifty-Fifty
- 1985: Levin und Gutman: Die Sprüche der Väter
- 1985: Mord im Spiel